# Suicidio colectivo de Demmin
El suicidio colectivo de Demmin fue un suicidio en masa llevado a cabo por los habitantes de la ciudad de Demmin, Provincia de Pomerania (actual Mecklemburgo-Pomerania Occidental, Alemania), entre el 30 de abril y el 2 de mayo de 1945. Pese a que el número de fallecidos varía, se sabe que el caso de Demmin constituye el mayor suicidio colectivo registrado en el país, siendo a su vez parte de los suicidios en masa llevados a cabo entre la población de Alemania en 1945.
Los oficiales nazis, la Wehrmacht y varios civiles habían abandonado la ciudad antes de la llegada del Ejército Rojo, mientras que por otro lado miles de refugiados del Este habían buscado asilo en Demmin. Tres negociadores soviéticos fueron disparados antes de la llegada de los soldados de la URSS a la ciudad, contra quienes las Juventudes Hitlerianas, entre otros, abrieron fuego una vez dentro de Demmin. La Wehrmacht, durante su retirada, había hecho volar los puentes sobre los ríos Peene y Tollense, lo que provocó el cierre de la ciudad por el norte, el sur y el oeste, bloqueando el avance del Ejército Rojo y dejando atrapados a su vez a los civiles que aún permanecían en Demmin. Los soviéticos finalmente saquearon y quemaron la ciudad, cometiendo todo tipo de violaciones y ejecuciones. 
Numerosos habitantes y refugiados tomaron la determinación de suicidarse, algunos de ellos junto al resto de sus familiares. Los métodos de suicidio incluyeron el ahogamiento en los ríos, el ahorcamiento, cortarse las venas y dispararse. Muchos de los cuerpos fueron enterrados en fosas comunes y, tras la guerra, los suicidios se convirtieron en tema tabú en la República Democrática Alemana bajo el gobierno del Partido Socialista Unificado de Alemania.

## Contexto

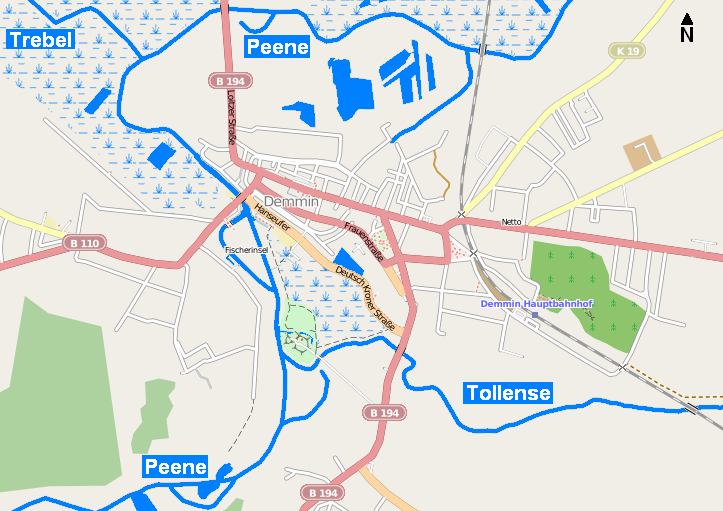
Demmin atravesada por el río Peene al norte y al oeste y por el río Tollense al sur. Los puentes fueron destruidos por la Wehrmacht durante su retirada, aproximándose el Ejército Rojo por el este.

Demmin constituía una fortaleza para las organizaciones nacionalistas del Partido Nacional del Pueblo Alemán (DNVP) y de los Cascos de Acero en la República de Weimar. Antes de 1933 ya se habían producido boicots a negocios regentados por judíos, lo que había provocado la marcha de muchos de ellos, mientras que la sinagoga de la ciudad fue vendida en junio de 1938 a una compañía de muebles, motivo por el que aún se conserva en la actualidad. Por su parte, durante la Kristallnacht miles de ciudadanos se reunieron en la plaza de Demmin con el fin de mostrar públicamente su antisemitismo, ganando el Partido Nazi en las elecciones generales al Reichstag del 5 de marzo de 1933 en la ciudad por un 53,7% de los votos.
Durante las últimas semanas de la Segunda Guerra Mundial, decenas de miles de alemanes se suicidaron, especialmente en territorios ocupados por el Ejército Rojo. Según el historiador Udo Grashoff y el autor Kurt Bauer los suicidios ocurrieron en dos periodos: una primera ola antes de la llegada del Ejército Rojo, en parte debido al «terror de los rusos» divulgado por la propaganda nazi, y una segunda ola (como en el caso de Demmin) tras la llegada de los soviéticos, la cual desencadenó saqueos, ejecuciones y violaciones en masa por parte de los soldados:

En parte, esto fue un ataque de pánico, por miedo a los rusos, alimentado por la propaganda nazi; para la mayor parte, los suicidios ocurrieron en dos olas. Los primeros suicidios, los cuales fueron provocados por el miedo y el pánico, fueron, en muchos lugares, seguidos por una segunda ola de suicidios, después de que las ejecuciones, saqueos y violaciones en masa hubiesen ocurrido. Por ejemplo, en el curso de una semana, unos 700 de 1500 habitantes se suicidaron en la ciudad meclemburguesa de Demmin.

Tras la lucha, hubo repetidas masacres de civiles y soldados de la Wehrmacht que se habían rendido. Extensos saqueos y redadas fueron acontecimientos diarios durante el avance del Ejército Rojo. Violaciones en masa de mujeres alemanas por soldados rusos se convirtieron en un penetrante trauma. Dos millones de víctimas de violación son mencionadas en escritos del momento. Una de cada diez mujeres murió por las violaciones en masa, o por haberse suicidado posteriormente. Estos suicidios en masa de gente que no había sido capaz de escapar del Ejército Rojo fueron otro fenómeno terrorífico en la fase final de la guerra. En la pequeña ciudad de Demmin en Pomerania Occidental, unas 1000 personas se suicidaron durante los primeros días de mayo de 1945, en la mayoría de los casos ahogándose.

En 1945, Demmin tenía entre 15 000 y 16 000 habitantes. Sumado a esto, miles de refugiados del Este se encontraban en ese entonces en la ciudad, lo que casi provocó el aumento de la población al doble. A finales de abril, cuando el Frente Oriental se hallaba próximo a la batalla de Berlín, mujeres, niños y ancianos fueron forzados a cavar una zanja antitanque de 5 kilómetros de largo al este de la ciudad, mientras que el 28 de abril los alemanes empezaron a huir de Demmin: los funcionarios del Partido Nazi dejaron abandonados camiones de bomberos, a la vez que el hospital fue evacuado, marchándose la policía y escapando un gran número de civiles.
Demmin fue alcanzada por las puntas de lanza del 65.º Cuerpo del Ejército Soviético y del 1.º Cuerpo de Tanques de la guardia el mediodía del 30 de abril de 1945, alzándose una bandera blanca en la torre de la iglesia. De acuerdo con un testigo, tres negociadores soviéticos, uno de ellos un oficial alemán, se aproximaron a la zanja antitanque y prometieron que los habitantes de Demmin no serían objeto de acoso ni saqueo si aceptaban rendirse sin luchar. Este testigo, por aquel entonces un joven de 19 años, servía como soldado de la Wehrmacht y se encontraba tumbado en la zanja. Según su testimonio, se procedió a disparar tres veces contra los negociadores, quienes cayeron al suelo. Las restantes unidades de la Wehrmacht, pertenecientes a los Grupo de Ejércitos Vístula, y algunos cuerpos de combate de las Waffen-SS se retiraron a través de Demmin, y aproximadamente media hora después del incidente en la zanja, hicieron volar a su paso los puentes que conectaban la ciudad con el exterior; para ese momento, las unidades soviéticas ya estaban avanzando a través de Demmin.
La destrucción de los puentes ralentizó el avance de los soviéticos hacia el oeste en dirección a Rostock, ciudad que tenían pensado alcanzar ese mismo día, aunque también impidió la huida de los habitantes, quienes quedaron atrapados debido a que la ciudad se encontraba rodeada por tres ríos: el Peene, el Trebel y el Tollense. Según testigos, algunos fanáticos, principalmente miembros de las Juventudes Hitlerianas, dispararon contra los soldados soviéticos pese a que varias banderas blancas ondeaban en los edificios de Demmin. Concretamente, un profesor leal al nazismo que había disparado mortalmente a su mujer y sus tres hijos lanzó una granada de un panzerfaust a los soldados soviéticos antes de ahorcarse. De acuerdo con la revista Focus, un testigo declaró que el primer soldado soviético fue disparado cerca del hospital a las 11:05 horas por alguien que estaba corriendo, aparentemente el profesor que había matado a su mujer e hijos, quien antes de disparar contra el soldado había confesado a un vecino lo que acababa de hacerle a su familia:

«El primer ruso fue muerto a tiros a las once y cinco frente al hospital rojo», declaró el relojero Rolf-Dietrich Schultz de Demmin. Entonces, de nueve años de edad, fue un testigo, mirando desde un sótano en Treptower Straße. El pistolero era aparentemente Lecturer Gerhard Moldenhauer. El seguidor del NSDAP había declarado a un vecino: «Acabo de disparar a mi mujer e hijos, ahora solo quiero matar a algunos rusos». Una escaramuza también tuvo lugar a las puertas de Louisentor. Las antiguas puertas de la ciudad, las cuales eran usadas como punto de encuentro de las Juventudes Hitlerianas, estaban siendo bombardeadas con granadas antitanque por los rusos. Entonces, hubo un silencio – temporal. La verdadera violencia empezó más tarde esa noche.

Un tercer testigo confirmó la identidad del pistolero en un reportaje de la NDR además de culparlo a él y a otros fanáticos de provocar a las tropas soviéticas para tomar represalias mediante el saqueo de la ciudad. Tras este hecho, Demmin permaneció en calma hasta la noche, cuando empezaron las atrocidades, si bien al parecer aún se produjo otro incidente el 1 de mayo, cuando el farmacéutico local organizó una fiesta para celebrar la victoria de los soviéticos, donde mató a varios de ellos con vino envenenado. La revista Focus rechazó esta historia considerándola una leyenda, mientras que el historiador y teólogo Norbert Buske concluyó en un estudio en 1995 que la misma había sido fabricada.
A los soldados soviéticos se les permitió saquear la ciudad por un periodo de tres días, violando masivamente a las mujeres de la localidad, según testigos, «independientemente de la edad», y disparando contra los alemanes que se manifestaron en contra de estas prácticas. Sumado a esto, varias áreas de Demmin fueron quemadas, con la práctica totalidad del centro arrasado por las llamas (el 80% de la ciudad fue destruida en los tres días que duró el saqueo). Según informes, los soldados soviéticos impregnaron de gasolina los muros de las casas antes de prenderles fuego, montando guardia durante tres días para impedir que las llamas fuesen sofocadas. Muchos de los soldados que cometieron violaciones en masa, ejecuciones y saqueos estaban, al parecer, bajo los efectos del alcohol (el 30 de abril, antes de que empezasen las atrocidades, los soviéticos robaron en numerosas destilerías y tiendas de bebidas alcohólicas).

## Suicidios

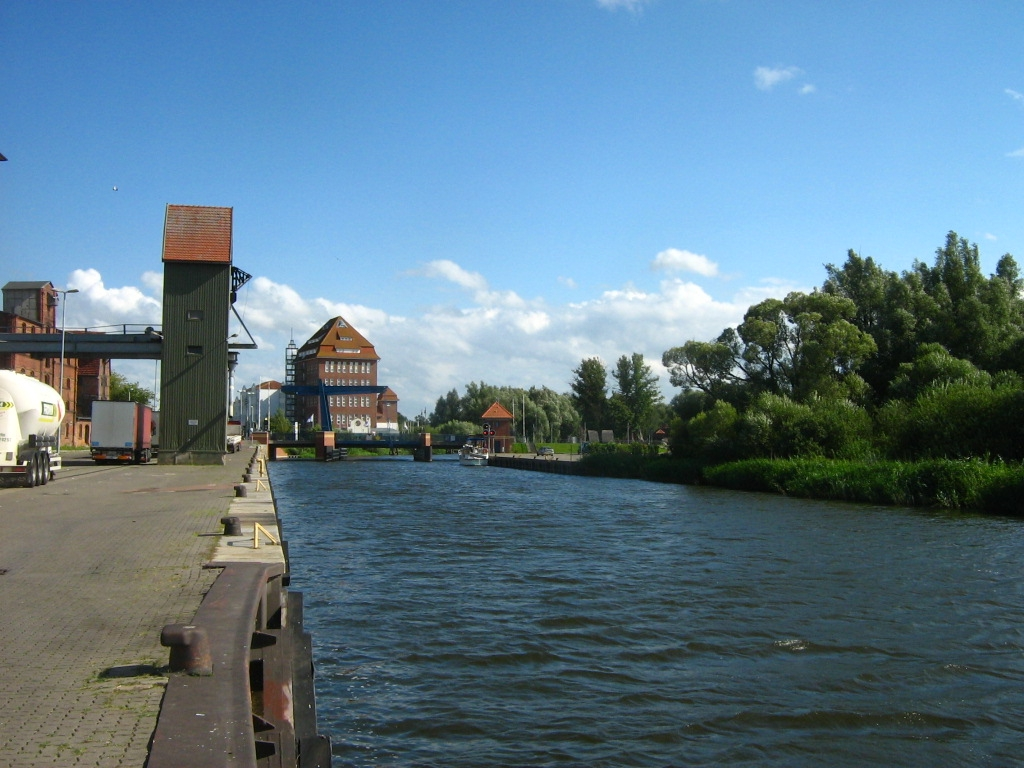
El río Peene a su paso por Demmin en 2007.

Estos eventos, junto con el temor a las atrocidades divulgado por la propaganda nazi, causaron pánico entre la población, con un gran número de familias locales y refugiadas optando por suicidarse. Los suicidios fueron llevados a cabo con pistolas, hojas de afeitar o veneno, mientras que hubo personas que se ahorcaron o se ahogaron en los ríos Peene y Tollense. Así mismo, muchas mujeres mataron a sus hijos antes de suicidarse o se sumergieron en el río con una roca a la espalda llevando a sus bebés en brazos, mientras que algunas familias murieron tras arrojarse al agua estando atados unos a otros. Un guardabosques local disparó en primer lugar a tres niños pequeños, después a sus madres y, posteriormente, a su esposa y a sí mismo, si bien logró sobrevivir, aunque quedó ciego. En otro caso, una mujer cortó las muñecas de sus padres.
No todos los suicidios tuvieron éxito. Algunas madres que habían ahogado a sus hijos fueron incapaces de ahogarse ellas mismas; en otros casos, las dosis de veneno resultaron letales en los niños pero no en sus madres. Del mismo modo, hubo casos en los que los niños lograron sobrevivir a los intentos de ahogamiento, mientras que varios de los habitantes que sobrevivieron a un primer intento de suicidio optaron por emplear otros métodos para acabar con sus vidas. Una mujer y su hija, quien había sido violada repetidas veces, murieron ahorcadas en un ático tras haber intentado morir ahogadas en el río Peene. Por su parte, otra madre que había envenenado y enterrado a tres de sus cuatro hijos, intentó ahorcarse hasta tres veces en un roble, con los soldados soviéticos impidiéndoselo cada una de las veces (hay constancia en varios registros de que los soldados soviéticos evitaron suicidios mediante el rescate de gente en el río y la cura de cortes en las muñecas). En un caso concreto, un abuelo le quitó a una madre por la fuerza una hoja de afeitar cuando estaba a punto de matarse a sí misma y a sus hijos tras haber sido violada por soldados soviéticos y haber oído hablar de la muerte de su esposo. En otro caso, después de que varios soldados hubiesen violado hasta la muerte a una joven y disparado mortalmente a su padre, una tía de la víctima cortó las muñecas de su hijo e hija así como las suyas, mientras que las demás mujeres de la familia se suicidaron (aparentemente sólo sobrevivió la abuela de la joven asesinada). Por otro lado, una familia sobrevivió gracias a que un joven de 15 años persuadió a su madre, víctima de las violaciones de los soviéticos, de abortar su plan de ahogarse cuando ya había sido casi arrastrada por el río Tollense. Según el cronista de Demmin, de 14 años de edad en aquel entonces:

Mi madre también fue violada. Y entonces, junto con nosotros y los vecinos, se apresuró hacia el río Tollense, resueltamente preparada para saltar a él. [...] Mis hermanos [...] se dieron cuenta solo mucho más tarde de que yo la había detenido, que yo la había sacado de lo que podría llamarse un estado de trance, para evitar que saltase al agua. Había gente, había gritos. La gente estaba preparada para morir. Se les dijo a los niños: «¿Queréis vivir? La ciudad está ardiendo. Estos y aquellos ya están muertos. No, ya no queremos vivir más». Y así, la gente se fue principalmente a los ríos [...] Eso hizo sentir pavor incluso a los rusos. Hay ejemplos donde rusos, también, intentaron sacar a la gente o impedírselo. Pero [...] fueron incapaces de retenerlos. Y la población aquí estaba extremadamente en pánico.

Gisela Zimmer defiende que los fallecidos fueron enterrados en fosas comunes en el cementerio de Bartholomäi, si bien algunos cadáveres fueron sepultados en tumbas apropiadas a iniciativa de familiares. Por su parte, otros cuerpos no fueron enterrados debido a que no pudieron ser recuperados de los ríos. Más de 900 cadáveres fueron enterrados en fosas comunes, 500 de ellos registrados en un libro de contabilidad de un almacén convertido en un improvisado registro de defunción. Semanas después del suicidio colectivo aún había cuerpos flotando en los ríos, a la vez que la ropa y los efectos personales de los ahogados formaban una barrera de 2 metros de ancho a lo largo de la orilla.

## Número de fallecidos
La revista Focus publicó en 1995 una declaración de Buske sobre la cifra de fallecidos: «Tendremos que asumir más de 1000 muertes». En 2009, de acuerdo con Christian Goeschel y basándose en la cifra aportada por Buske: «Se dice que de 700 a 1000 personas se han suicidado justo después de la llegada del Ejército Rojo». No obstante, tomando la misma referencia, Grashoff aseguró en 2006 que «las estimaciones del número de suicidios oscilan entre 700 y 1200». Por su parte, Der Spiegel situó en 2005 la cifra de muertos en «más de 1000», mientras que la NDR aseguró que «cerca de mil mujeres y niños se suicidaron». Bauer escribió en 2008 que «unas mil personas se habían suicidado, principalmente por ahogamiento», mientras que el psicólogo y jurista Nils Volkersen declaró en 2009 que el acontecimiento supuso el suicidio en masa con mayor número de fallecidos jamás registrado en Alemania: «El mayor suicidio de lejos conocido en la historia de Alemania tuvo lugar en mayo de 1945 en Demmin. Cerca de 900 ciudadanos se quitaron la vida antes, y durante la invasión soviética [de la ciudad] ahogándose en el río Peene». Al respecto, Fred Mrotzek, historiador de la Universidad de Rostock, estimó que el número de suicidas oscilaba entre 1200 y 1500.

## Tema tabú
Bajo el gobierno comunista, en la República Democrática Alemana los suicidios de Demmin se convirtieron en tema tabú. El lugar de las fosas comunes fue deliberadamente abandonado, quedando deteriorado y siendo empleado ocasionalmente para cultivar remolacha azucarera. El único indicio de que en el área había una fosa era un solitario monumento con el año 1945 grabado en él, el cual pronto quedó abandonado. A modo de contraste, un obelisco de 20 metros fue erigido en el centro de Demmin para conmemorar a los soldados soviéticos que habían muerto en la zona. Por su parte, el museo local registró «2300 muertes debido a la guerra y la hambruna» en los años 1945 y 1946. En 1989, la crónica del partido comunista del distrito culpó de la destrucción de la ciudad al Werwolf y a las actividades de las Juventudes Hitlerianas. Sumado a lo anterior, las atrocidades cometidas contra la población fueron atribuidas a alemanes disfrazados de soviéticos en un documento hallado en la administración militar local soviética de Nuevo Brandeburgo. Der Spiegel publicó:

Las ejecuciones arbitrarias, las violaciones, la quema de ciudades – las atrocidades del Ejército Rojo fueron tabú en la RDA, al igual que los suicidios en masa. Aquellos que lo habían visto todo o incluso sobrevivieron a un suicidio fallido – niños, ancianos, mujeres violadas – fueron avergonzados y mantenidos en silencio. De algún modo, la vida tenía que seguir en el sistema de los libertadores. Hoy, muchos no quieren recordar, por mucho tiempo han luchado por encontrar un equilibrio entre lo que habían sufrido y lo que habían aprendido.

Solo unos pocos documentos de la República Democrática Alemana mencionaron los eventos. El primer funcionario oficial (Landrat) del distrito de Demmin tras la guerra, quien fue confirmado en su puesto por las autoridades soviéticas poco después de los hechos, el 15 de mayo de 1945, mencionó brevemente los acontecimientos en un informe de carácter interno el 21 de noviembre, haciendo constar más de 700 víctimas: «365 casas, aproximadamente el 70% de la ciudad, yacen en ruinas, más de 700 habitantes habían puesto fin a sus vidas mediante el suicidio». El testigo Dieter Krüger, hijo de una mujer violada y superviviente de un intento fallido de suicidio en familia, empezó a llevar a cabo un registro de los suicidios en masa cuando trabajaba para el museo local en la década de 1980, si bien sus documentos fueron confiscados. La historiadora Erla Vensky logró por su parte introducir en el movimiento «historia de los trabajadores locales» la conclusión de que se produjo una oleada de «pánico, en el curso de la cual 700 personas se suicidaron».
Tras el colapso del gobierno, algunos de los testigos, incluyendo el cronista de Demmin, «rompieron el silencio» y hablaron públicamente sobre los suicidios. Un nuevo memorial dedicado a las víctimas fue erigido sobre las fosas comunes, mientras que un ejemplar dedicado a los fallecidos fue publicado por el estado de Mecklemburgo-Pomerania en 1995. Desde entonces, diversos registros sobre el evento han sido publicados en Alemania, llegando los suicidios a convertirse en el tema de una novela en 2008.

## Otros suicidios colectivos similares
Los suicidios en masa ocurrieron a lo largo de la línea del Frente Oriental a finales de la guerra. Algunos ejemplos son:
- Nuevo Brandeburgo: más de 600 suicidios.[3]
- Burg Stargard: 120 suicidios.[3]
- Neustrelitz: 681 suicidios.[3]
- Penzlin: 230 suicidios.[3]
- Tessin: 107 suicidios.[3]
- Vietzen y Rechlin: suicidio en masa por ahogamiento en el lago Müritz.[3]
- Teterow, Güstrow, Rostock y Bad Doberan: cientos de suicidios en cada municipio.[3]
- Malchin: más de 500 suicidios (los cadáveres fueron enterrados en una fosa común).[3]
- Schönlanke (actual Trzcianka, distrito de Czarnków-Trzcianka): alrededor de 500 suicidios.[3]
- Stolp (actual Słupsk): alrededor de 1000 suicidios.[3]
- Lauenburg (actual Lębork): alrededor de 600 suicidios.[3]
- Grünberg (actual Zielona Góra): alrededor de 500 suicidios.[3]
- Berlín: más de 4000 suicidios entre abril y mayo, incluyendo suicidios colectivos.[3][24]